# Bellstedt
Bellstedt là một đô thị ở huyện Kyffhäuser, ở bang Thüringen, Đức. Đô thị này có diện tích 4,77 km², dân số thời điểm ngày 31 tháng 12 năm 2006 là 190 người.